# حزب سوسیال دمکرات روسیه
حزب سوسیالیست انقلابی روسیه یا حزب سوسیالیست انقلابیون روسیه حزب عمده سیاسی در اوایل قرن بیستم روسیه بود که کارکردی کلیدی را در انقلاب روسیه داشت. پس از انقلاب فوریه ۱۹۱۷، این حزب به همراه احزاب لیبرال و سوسیال دموکرات روسیه قدرت را در دولت موقت بدست داشتند. پس از انقلاب اکتبر بلشویک‌ها مجلس مؤسسان را در ژانویه ۱۹۱۸ منحل کردند. از این هنگام به بعد، حزب سوسیالیست انقلابی روسیه دارای جناح‌های طرفدار بلشویک و ضد بلشویک گردید؛ ولی جناح ضد بلشویک این حزب که از الکساندر کرنسکی رهبر دولت موقت، هواداری می‌کردند، در جریان جنگ داخلی از بلشوئیک‌ها شکست خوردند.